# Assassinato de João Hélio
O caso João Hélio refere-se ao crime ocorrido na noite de 7 de fevereiro de 2007 na cidade do Rio de Janeiro, quando João Hélio Fernandes Vieites (Rio de Janeiro, 18 de março de 2000 – Rio de Janeiro, 7 de fevereiro de 2007), de seis anos de idade, foi assassinado durante um assalto.
João Hélio estava no banco traseiro do carro abordado pelos assaltantes, que era dirigido por sua mãe. Depois de rendê-la e obrigarem-na a sair, os bandidos assumiram a direção e arrancaram com o carro sem que a mãe tivesse tempo de tirar o menino. Ele foi arrastado por várias ruas, preso ao cinto de segurança pelo lado de fora do veículo. O crime teve repercussão nacional e internacional e foi seguido de protestos.

## Assalto e assassinato
Em 7 de fevereiro, por volta das 21h30min, Rosa Cristina Fernandes voltava para casa com os filhos Aline Fernandes, de treze anos e João Hélio, de seis. Ao parar seu carro em um semáforo, foi rendida por três homens armados, que a abordaram dando ordem para que eles saíssem do veículo. O assalto ocorreu na rua João Vicente em Oswaldo Cruz, Zona Norte. No veículo estavam uma amiga da família e o filho João Hélio no banco traseiro. A filha adolescente viajava ao lado da mãe no banco dianteiro. No momento do assalto, a mãe, sua filha e a amiga conseguiram abandonar o carro. Ao sair, Rosa percebeu que João Hélio não havia conseguido se soltar do cinto de segurança e tentou soltá-lo. No entanto, os bandidos partiram em alta velocidade com o menino preso pela barriga ao cinto de segurança. João Hélio foi arrastado pelo lado de fora do veículo por sete quilômetros, passando pelos bairros de Oswaldo Cruz, Madureira, Campinho e Cascadura.
Motoristas e um motociclista que passavam no momento sinalizaram com os faróis. Os ladrões ironizaram dizendo que "o que estava sendo arrastado não era uma criança, mas um mero boneco de Judas", e continuaram a fuga arrastando o corpo do menino pelo asfalto. Segundo testemunhas, moradores gritavam ao ver a criança sendo arrastada pelas ruas. Os criminosos abandonaram o carro na rua Caiari, uma via sem saída no bairro de Cascadura, com o corpo do menino pendurado do lado de fora. O corpo do garoto ficou irreconhecível. Durante o trajeto, ele perdeu os dedos das mãos, os joelhos e a cabeça.
A falta de policiais do 9º BPM (Rocha Miranda) nas ruas facilitou a fuga. Nesse percurso, os bandidos trafegaram pelas ruas João Vicente, Agostinho Barbalho, Dona Klara, Domingos Lopes, avenida Ernani Cardoso, Cerqueira Daltro, Florentina, entre outras. No trajeto, passaram em frente ao Quartel de Bombeiros de Campinho, por um quartel do Exército e pelo Fórum de Cascadura, mas não cruzaram com nenhuma viatura da polícia. Os criminosos passaram também, diante a dois bares, um na esquina das ruas Cândido Bastos com a Silva Gomes e outro na rua Barbosa com a Florentina.
Demonstrando serem conhecedores da área, os assaltantes fecharam e abandonaram o carro ao final da rua Caiari, próximo à escadaria que dá acesso à Praça Três Lagoas.
Durante parte do trajeto, os bandidos foram seguidos por um motociclista que presenciou o momento do roubo. Ele levou os policiais até a rua Cerqueira Daltro, próximo a um supermercado. Ali estavam parte da cabeça da vítima e massa encefálica, que foram recolhidas e colocadas em um saco plástico.

## Repercussão

### Homenagens das escolas de samba
O crime foi lembrado também no Sambódromo, no Centro do Rio. A escola de samba Estácio de Sá, que abriu o desfile do Grupo Especial, entrou pedindo um minuto de silêncio em nome do menino João Hélio. Quinta escola a desfilar pelo Grupo Especial, Mocidade Independente de Padre Miguel, também homenageou João Hélio, antes mesmo de começar o esquenta da bateria. Durante o desfile da Escola de Samba Porto da Pedra, uma faixa foi exposta em memória a João. A comissão de frente da Estação Primeira de Mangueira, com coreografia comandada por Carlinhos de Jesus, também fez lembrança ao menino, estampando seu nome em um painel móvel onde os integrantes formavam palavras.

### Praça e parque
A prefeitura do Rio também homenageou a família em 12 de fevereiro de 2007. O prefeito César Maia assinou decreto mudando o nome da Praça Três Lagoas, em Cascadura, no subúrbio, para Praça João Hélio Fernandes Vieites.
Área fica em local próximo de onde a criança foi encontrada.
Em 3 de dezembro de 2007, foi inaugurado o parque Menino João Hélio, na cidade de Araruama, na Região dos Lagos. O espaço é parte da integração da Praça Antônio Raposo, onde funciona um complexo cultural e de lazer, ao Hotel Parque Araruama. Contando com uma área de 82 mil metros quadrados, possui diversas obras de esculturas que homenageiam João Hélio desde o seu nascimento até os 6 anos.

### Nota da UNODC
O Escritório das Nações Unidas contra Drogas e Crime (UNODC) divulgou uma nota em 15 de fevereiro, em que manifesta pesar pela morte do menino João Hélio Vieites, no Rio de Janeiro. O documento, entretanto, destacava que o simples aumento de penas não resolverá os problemas da violência, que estão ligados a questões sociais.
| “ | "O Escritório das Nações Unidas contra Drogas e Crime (UNODC) manifesta profundo pesar diante da tragédia ocorrida com o menino João Hélio Fernandes Vieites, de 6 anos, arrastado e morto por assaltantes no dia 7 de fevereiro no Rio de Janeiro. O UNODC se solidariza com a família e amigos da vítima - e com toda a sociedade brasileira, abalada pelo fato. Para o UNODC, sozinhos, os debates sobre a questão penal não irão solucionar os problemas da violência, que também se referem a questões sociais. "A violência pede uma abordagem de diversas frentes", disse Giovanni Quaglia, Representante Regional do UNODC para o Brasil e Cone Sul. A dificuldade de desenvolver plenamente as capacidades pessoais e profissionais, a urbanização acelerada marcada por desigualdades intraterritoriais, a deterioração de redes sociais e laços familiares, a criminalidade das redes de tráfico, o uso de armas de fogo e o abuso de álcool e drogas ilícitas agravam o quadro." | ” |

## Julgamento

### Condenação
Em 30 de Janeiro de 2008, quatro dos cinco acusados pelo crime foram condenados por latrocínio, combinado com o artigo 9º da Lei de Crimes Hediondos, a penas que variam de 39 a 45 anos de prisão. Somadas, as penas totalizaram 167 anos de reclusão. Na sentença, a juíza Marcela Assad Caram, da 1ª Vara Criminal de Madureira, afirmou que "seria muita inocência" acreditar que os três jovens que estavam no interior do carro "trafegando com os vidros dianteiros do veículo roubado abertos, não ouviam o barulho alto produzido pelo constante atrito do corpo da pequena vítima contra o solo e a lataria do automóvel". Carlos Eduardo Toledo Lima foi condenado a 45 anos de prisão, Diego Nascimento da Silva a 44 anos e três meses, Carlos Roberto da Silva e Tiago de Abreu Mattos foram sentenciados cada um com 39 anos de prisão. Apesar da decisão da juíza, mesmo com penas entre 39 e 45 anos, constitucionalmente, o cumprimento das penas dos réus não excederá o tempo máximo de 30 anos. A decisão é em primeira instância e, portanto, ainda cabia recurso.

### Liberdade
Ezequiel Toledo de Lima, irmão de Carlos Eduardo, foi condenado pela 2ª Vara de Infância e Juventude da Capital a cumprir sócio-educativa em uma instituição de jovens infratores. Após cumprir três anos em regime fechado, foi beneficiado com a progressão de regime no dia 8 de fevereiro de 2010 e foi inscrito no Programa de Proteção a Crianças e Adolescentes Ameaçados de Morte (PPCAAM) do governo federal. A inclusão de Ezequiel foi solicitada através de petição da ONG Projeto Legal, assinada pelos advogados Carlos Nicodemos, presidente da ONG, e Ana Utzeri.
Após protestos contra a inclusão de Ezequiel no PPCAAM, o Ministério Público entrou com uma representação solicitando a anulação da inclusão de Ezequiel no PPCAAM, alegando irregularidades na inclusão pelo fato de não ter sido consultado. Em audiência no dia 24 de fevereiro de 2010, o juiz Marcius da Costa Ferraz decidiu pela exclusão de Ezequiel do PPCAAM e o retorno ao cumprimento de medida socioeducativa em regime semiaberto por dois anos no Centro de Recursos Integrados de Atendimento ao Adolescente (CRIAAD) de Conselheiro Paulino, distrito de Nova Friburgo.
Em abril de 2011 Ezequiel voltou às ruas após decisão do juiz Marcius da Costa Ferreira concedendo-lhe o benefício de liberdade assistida. Ezequiel foi preso em 20 de março de 2012 no município de Iguaba Grande, no estado do Rio de Janeiro, acusado dos crimes de posse ilegal de arma de fogo, tráfico e associação para o tráfico, receptação e corrupção ativa. Ezequiel Toledo de Lima foi preso novamente em maio de 2019, sob acusação de furto.